# Dorfkirche Obersdorf (Müncheberg)

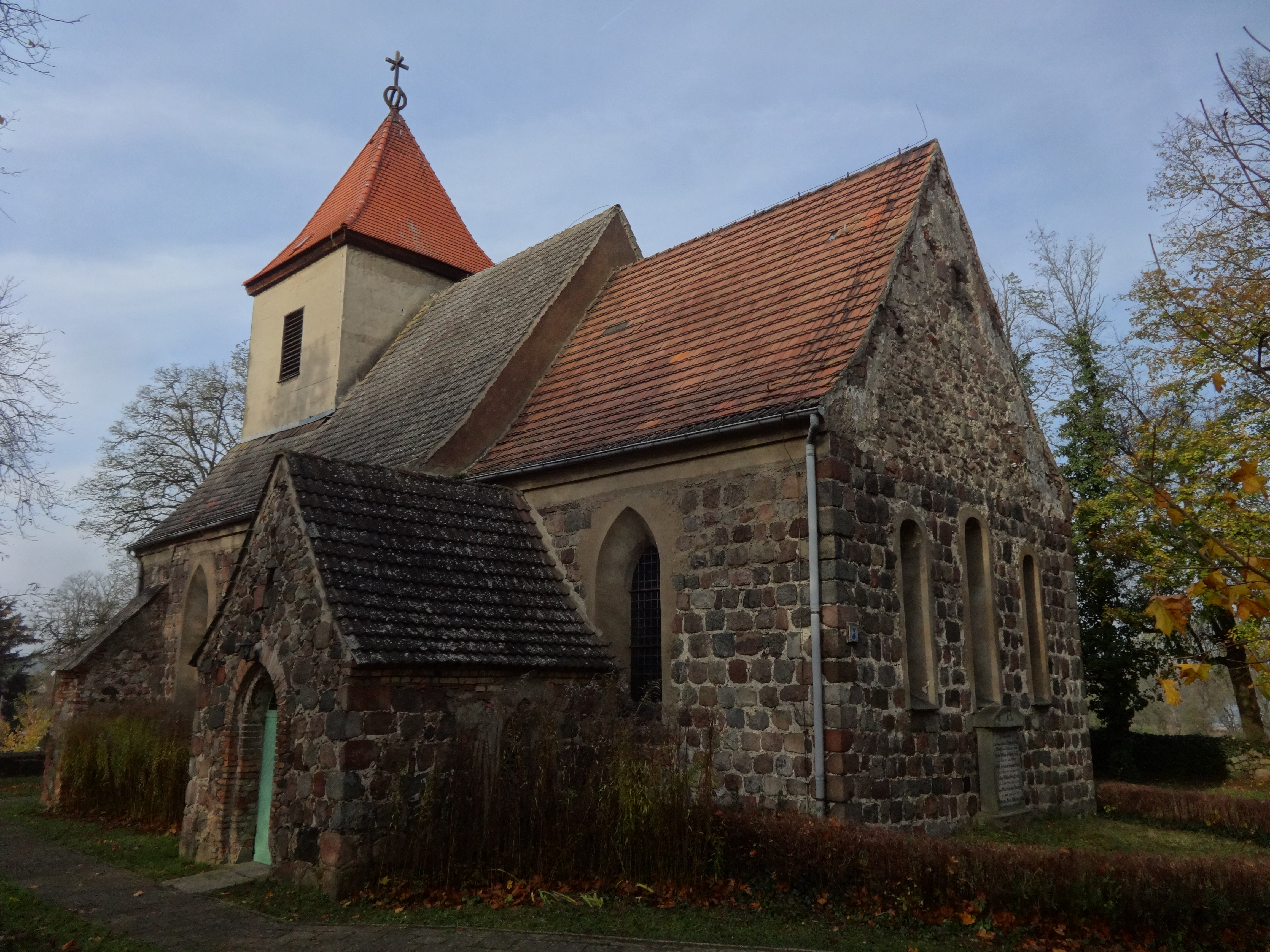
Dorfkirche Obersdorf

Die evangelische Dorfkirche Obersdorf ist eine Feldsteinkirche aus der zweiten Hälfte des 13. Jahrhunderts in  Obersdorf, einem Ortsteil der Stadt Müncheberg im Landkreis Märkisch-Oderland im Land Brandenburg. Die Kirchengemeinde gehört zum Kirchenkreis Oderland-Spree der Evangelischen Kirche Berlin-Brandenburg-schlesische Oberlausitz.

## Lage
Die Bahnhofstraße verläuft in West-Ost-Richtung durch den Ort. Die Kirche liegt im historischen Dorfzentrum südlich dieser Straße auf einer Anhöhe, die durch eine Mauer aus unbehauenen und nicht lagig geschichteten Feldsteinen eingefriedet ist. Der Zugang erfolgt durch ein spitzbogenförmiges Portal aus rötlichem Mauerstein.

## Geschichte
Die Gründung von Obersdorf geht auf die Initiative Heinrichs des Bärtigen zurück. Er schenkte den Zisterziensern aus dem Kloster Leubus im Spätsommer 1225 Land, damit diese zusammen mit den Zisterzienserinnen des Klosters Trebnitz die Gegend urbar machten und dort Dörfer gründeten. 1253 wurde Obersdorf erstmals als villam Oprechti (Dorf eines Oprechts) urkundlich erwähnt. In diese Zeit fällt auch der Bau der Kirche. Im Zweiten Weltkrieg wurde sie stark zerstört; große Teile der Kirchenausstattung gingen verloren. Ab 1956 begann die Kirchengemeinde mit dem Wiederaufbau, der am 1. Februar 1959 mit einer erneuten Kirchweihe abgeschlossen wurde. 1983 erwarb die Kirchengemeinde eine Orgel.

## Baubeschreibung

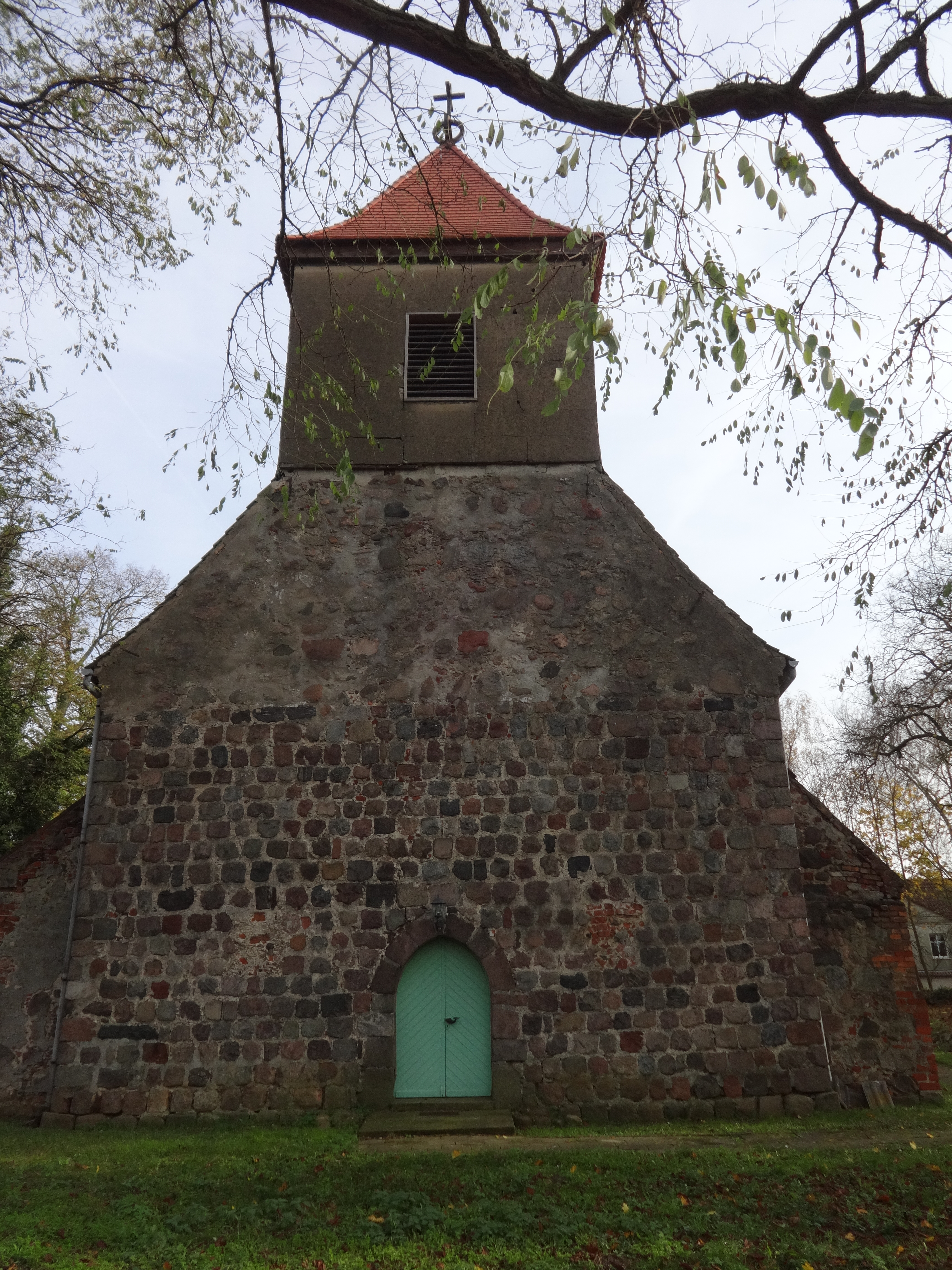
Ansicht von Westen

Die Kirche wurde im Wesentlichen aus Feldsteinen  errichtet, die überwiegend behauen und lagig geschichtet wurden. Der Chor hat einen rechteckigen Grundriss, ist gerade und leicht eingezogen. An der Ostseite sind drei rundbogenförmige Fenster, von denen das mittlere breiter und leicht höher ausgeführt wurde. Die Laibungen sind verputzt. Der Giebel wurde zwar ebenfalls aus Feldsteinen errichtet, diese sind jedoch nicht behauen oder geschichtet. Es sind Reste eines Putzes erkennbar. Mittig ist eine kleine, rechteckige Öffnung. An der Südseite ist ein großes, spitzbogenförmiges Fenster. Um die ebenfalls in Putz ausgeführte Laibung sind Ausbesserungsarbeiten erkennbar; die Öffnung dürfte demnach zur Bauzeit kleiner gewesen sein. Westlich vor dem Chor errichteten Handwerker eine kleine Sakristei. Sie kann von Süden her durch ein zweifach getrepptes, spitzbogenförmiges, in gelblich-rotem Mauerstein eingefasstes Portal betreten werden. Der Bau selbst ist aus Feldsteinen errichtet, die lediglich an den Ecken behauen wurden. An der Nordseite ist ebenfalls ein vergrößertes, spitzbogenförmiges Fenster. Sakristei und Chor tragen ein schlichtes Satteldach.
Das Kirchenschiff hat ebenfalls einen rechteckigen Grundriss. An der Nord- und Südseite sind je zwei spitzbogenförmige Fenster, die sich in ihrer Höhe fast über die gesamte Fassade erstrecken. Das östlich gelegene Fenster an der Südseite durchbricht dabei eine zugesetzte Gemeindepforte. Die sorgfältig behauenen Steine der Laibung lassen den Schluss zu, dass diese Pforte bereits zur Bauzeit entstand und zu einem späteren Zeitpunkt, möglicherweise bei der Vergrößerung der Fenster zugesetzt wurde. Am südwestlichen Ende des Kirchenschiffs ist ein massiver Strebepfeiler, der aus Mauersteinen, Feldsteinen und Mischmauerwerk errichtet wurde. Drei weitere Pfeiler finden sich an der Nordseite des Kirchenschiffs.
Der Westturm nimmt die volle Breite des Kirchenschiffs auf. Er wurde ebenfalls aus Feldsteinen errichtet. Diese sind im unteren Bereich behauen und lagig geschichtet. An der Westseite ist eine spitzbogenförmige Pforte. Der darüber befindliche Giebel war zu einer früheren Zeit vermutlich verputzt. Darüber erhebt sich der quadratische Turmaufsatz. Er ist verputzt und hat an den drei zugänglichen Seiten je eine hochrechteckige Klangarkade. Daran schließt sich das mit Biberschwanz gedeckte Pyramidendach mit einem Kreuz an.

## Ausstattung

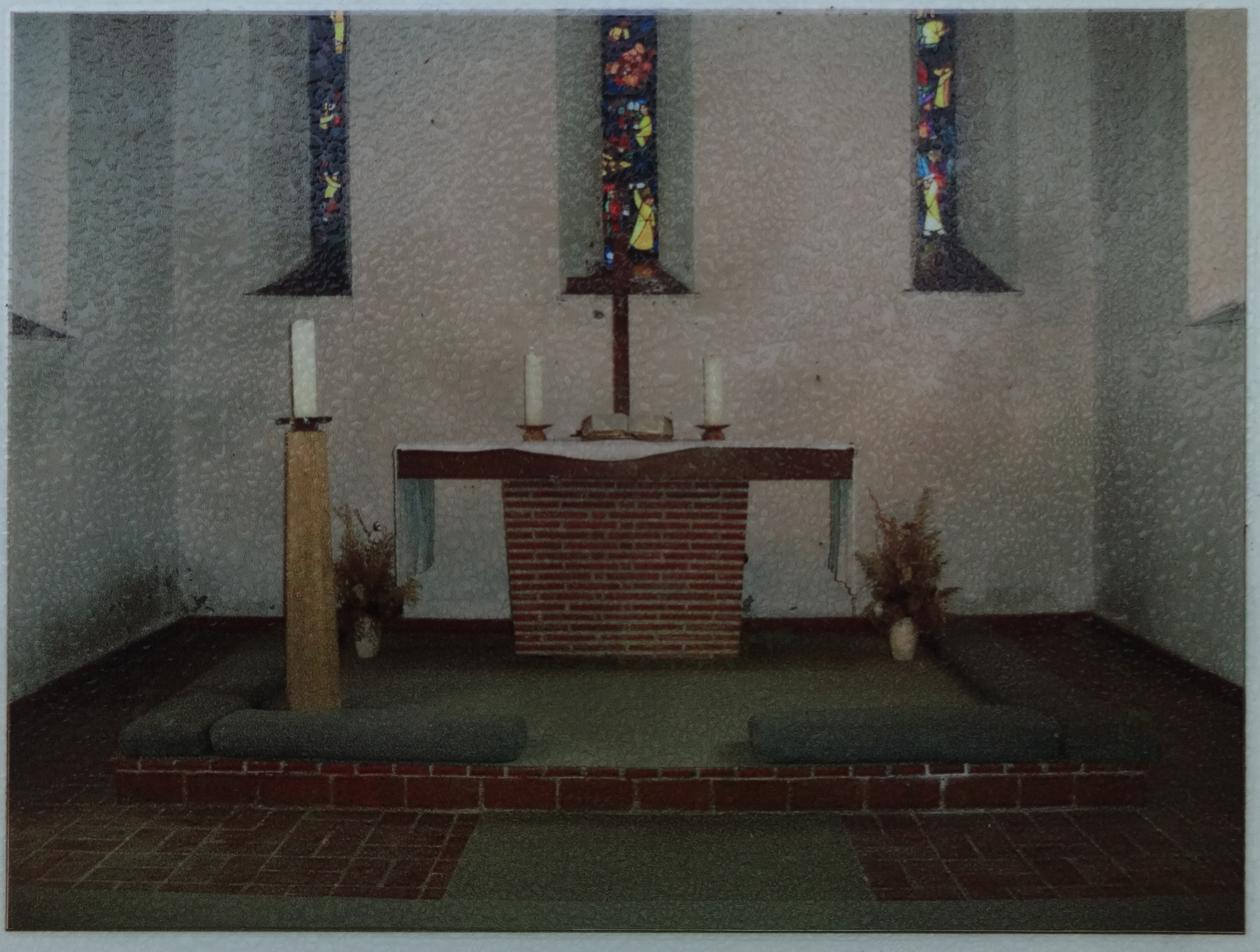
Altar

Der Altar ist vergleichsweise schlicht und aus rötlichem Mauerstein errichtet. Die Kirchenausstattung ging im Zweiten Weltkrieg bei einem Brand verloren. Der hölzerne Sockel der Fünte sowie die geschnitzte Verkleidung der Kanzel sind eine Stiftung von F. Stachat zur Kirchweihe. Der Künstler Olbricht schuf eine Wandmalerei sowie die Glasfenster an der Ostwand des Chors. Sie zeigen Szenen aus dem biblischen Gleichnis des Verlorenen Sohns. Die Orgel stammt aus dem Jahr 1983.
Die zwei Glocken aus Hartguss wurden 1957 in Glockengießerei in Apolda hergestellt. Die größere trägt die Inschrift Jesus vivat 1957, die kleinere Lasset Euch versöhnen mit Gott 1957.
Vor der Ostwand des Chors steht ein Denkmal, das an die Gefallenen aus dem Ersten Weltkrieg erinnert. Es wird ergänzt durch ein Ensemble, das sich östlich des Zugangs auf einer erhöhten Fläche befindet. Dort stehen ein weiteres Mahnmal für die Gefallenen aus dem Ersten Weltkrieg sowie zwei weitere Gedenksteine für die Gefallenen aus dem Zweiten Weltkrieg.